# Jean Michel Claude Richard
Pour les articles homonymes, voir Richard et Jean Richard.
Jean Michel Claude Richard, né le 15 août 1785 à Volon (Haute-Saône) et mort le 27 décembre 1868 à Saint-Denis (La Réunion), , est un botaniste français.

## Biographie
Richard est nommé en 1812 jardinier des pépinières impériales de Rome. Il est directeur des pépinières de Saint-Cloud puis crée une pépinière à Cayenne avant de partir au Sénégal. 
Il est nommé au Sénégal en 1816 en même temps que le gouverneur Julien Schmaltz, mais, heureusement pour lui, il voyage à bord de La Loire et non sur La Méduse comme Schmaltz qui fut l’un des rescapés de ce naufrage célèbre. Rien ne distingue particulièrement ce jardinier en chef de la colonie jusqu’à l’arrivée du baron Roger en 1822, nommé commandant et administrateur pour le roi, du Sénégal et dépendances. À peine installé, le baron, passionné d’agriculture, confie à Richard la création d’un jardin botanique et d’une pépinière d’essai sur la rive gauche du fleuve Sénégal, aux environs du village de Ndiao. En témoignage de sa confiance, le 16 avril 1822 il décide de donner à ce jardin le nom de Richard-Toll (toll signifie « jardin » en wolof), que portera la ville par la suite. Richard ne ménage pas sa peine, s’occupant à la fois des plantations, des bâtiments et des installations. Nombre d’espèces nouvelles y sont acclimatées : bananiers, maniocs, orangers, goyavier, canne à sucre, café.
Chargé le 30 juillet 1824 de tenir un journal de ses expériences, le jardinier collabore avec des spécialistes du Muséum[Lequel ?] pour élaborer une flore, véritable catalogue des espèces présentes dans le jardin botanique. Par la suite des essais à plus grande échelle seront entrepris dans la plaine de Richard-Toll. En février 1824 Richard est envoyé à Cayenne, avec pour mission de rapporter tous les végétaux utiles. Jean-Michel-Claude Richard quitte le Sénégal vers 1825.
Quelques années plus tard, il développa de nombreuses espèces encore présentes dans l’actuel Jardin de l'État de Saint-Denis de La Réunion, dont il fut le second directeur.
Il arrive à l’île Bourbon vers 1831, où il succède à Nicolas Bréon au poste de directeur du jardin que l’on appelle alors Jardin du Roy. C’est sous sa direction que ce dernier connaîtra son âge d’or.
Il introduit dans la colonie 3 000 espèces de plantes tout en étudiant spécifiquement les cryptogames, les fougères et les orchidées. Il aurait par ailleurs envoyé des lichens de l’île Maurice au spécialiste allemand Ferdinand Christian Gustav Arnold (1828-1901).

## Controverses
En 1841, lorsque le jeune esclave de douze ans Edmond Albius (1829-1880) découvre le procédé de fécondation artificielle de la vanille, Jean Michel Claude Richard prétend le lui avoir enseigné trois ou quatre ans plus tôt pour s’en attribuer tous les honneurs.
Sa version crée une série de suspicions autour de la première, malgré le soutien qu’apportent à Albius son maître Pierre Feréol Edmé Bellier de Beaumont (1792-1872), le naturaliste Eugène Volcy Focard et d'Auguste Mézières de Lépervanche. Les doutes ne seront définitivement écartés qu’à la fin du XXe siècle en faveur d’Albius.

## Succession
Théodore Lecard prit à son tour le poste de directeur du jardin botanique de Richard Toll, sous le contrôle de Louis Faidherbe, militaire français chargé d’administrer le Sénégal et décidé à favoriser les plantations. Ses expériences ont montré en 1865 que les rendements cotonniers étaient plus que décuplés en culture d’irrigation, atteignant 200 à 300 kilos de coton par hectare.
Il était chevalier de la Légion d'honneur.